# 趙德剛
趙德剛（1484年—？），字崇節，福建福州府閩縣人，民籍，明朝政治人物。

## 生平
正德五年（1510年）庚午科福建鄉試第三名舉人。正德六年（1511年）聯捷辛未科會試第一百三十五名，登第三甲第一百六十四名進士。

## 家族
曾祖趙允，曾任教諭；祖父趙準；父趙重器，母林氏。重庆下。